# Martin Kohler
Martin Kohler (Walenstadt, Sankt Gallen kanton, 1985. július 17. –) svájci profi kerékpáros. 2016-ban visszavonult a versenyzéstől.

## Eredményei
2007
1., 4. szakasz - Tour de l'Avenir
7., összetettben - Mainfranken-Tour
2011
1. - Svájci országúti bajnokság - Időfutam-bajnokság 
3. - Svájci országúti bajnokság - Mezőnyverseny

## Grand Tour eredményei
| Grand Tour | 2010    | 2011    | 2012 |
| ---------- | ------- | ------- | ---- |
| Giro       | feladta | feladta |      |
| Tour       | -       | -       |      |
| Vuelta     | -       | 111.    |      |